# 鄂木河

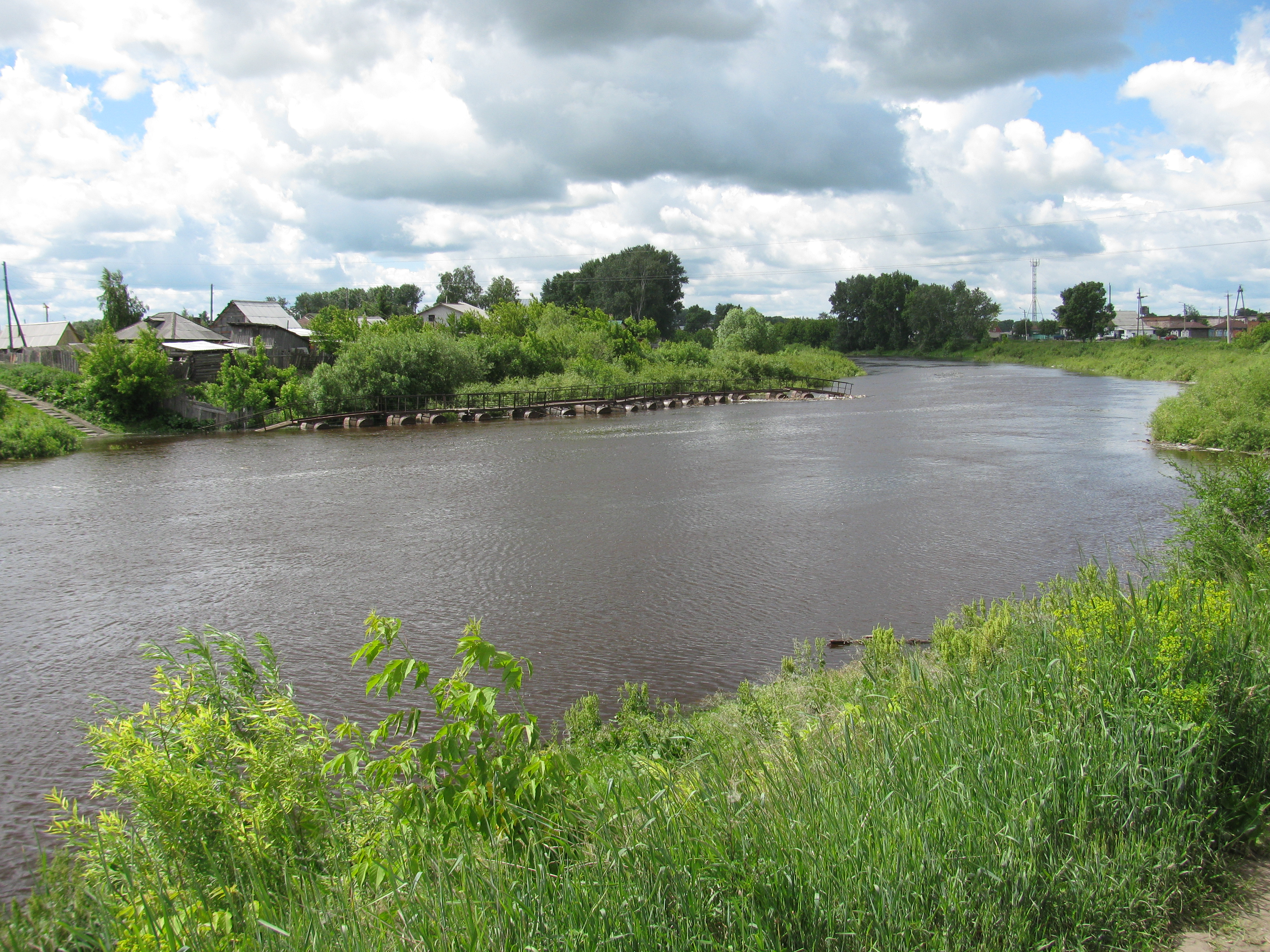
鄂木河2009年的樣貌

鄂木河是俄羅斯的河流，位於西西伯利亞平原南部，河道全長724公里，發源自處於新西伯利亞州和鄂木斯克州接壤邊境的瓦休甘沼澤，最終注入額爾齊斯河，河口城鎮有鄂木斯克。